# Anilocra holacanthi
Anilocra holacanthi är en kräftdjursart som beskrevs av Williams 1981. Anilocra holacanthi ingår i släktet Anilocra och familjen Cymothoidae. Inga underarter finns listade i Catalogue of Life.